# Leonardo Garilli
(Leonardo Garilli)
Leonardo Garilli (Piacenza, 7 gennaio 1923 – Milano, 30 dicembre 1996) è stato un imprenditore, ingegnere e dirigente sportivo italiano, presidente del Piacenza dal 1983 al 1996.

## Imprese
Laureato in Ingegneria meccanica presso il Politecnico di Milano, ha legato il suo nome come imprenditore al mondo della distribuzione del gas metano. Iniziò l'attività seguendo la costruzione di impianti a Piacenza e nella sua provincia e a metà degli anni cinquanta allargò il proprio raggio d'azione acquisendo appalti dalla società milanese Sodigas.
Nel 1975 acquisì il pacchetto di maggioranza della Camuzzi, società milanese attiva nella distribuzione del gas metano, e ne estese il raggio d'azione alla gestione dell'acqua (rifornimenti e depurazione) e ai servizi per l'ambiente. Nel 1979 la Camuzzi inglobò la Società Nazionale Gazometri, cambiando denominazione in Camuzzi Gazometri: sotto la guida di Garilli (che si occupava della parte tecnica) e del suo braccio destro Ruggiero Jannuzzelli (parte finanziaria), la società divenne una holding internazionale, estendendo i propri interessi soprattutto al mercato argentino a partire dal 1992. Alla fine del 1996 la Camuzzi era il primo distributore privato italiano per gas e acqua, con 1600 miliardi di fatturato e tremila dipendenti.

### Calcio
Pur non essendosi mai nemmeno interessato particolarmente di calcio in precedenza, nel luglio 1983 acquistò il Piacenza, che versava in condizioni economiche e sportive poco favorevoli. La squadra era infatti retrocessa dalla Serie C1 alla Serie C2 ed era a concreto rischio di fallimento, tant'è che l'allora sindaco di Piacenza Stefano Pareti aveva richiesto a Garilli un aiuto a tale riguardo, trovandolo intenzionato ad intervenire e desideroso di "fare qualcosa per la mia città".
Affiancato da uomini di fiducia della Camuzzi per la parte organizzativa (il vice presidente Mario Quartini era il capo del personale alla Camuzzi) e da esperti di calcio per quella tecnica (come il talent scout Giuseppe Brolis e l'allenatore Titta Rota), Garilli diede inizio ad un lungo periodo di stabilità societaria, restando al timone della società fino alla morte, nel 1996. Oltre ad avviare una politica di rigore finanziario, creò per primo una struttura societaria efficiente, che era sempre mancata alla società piacentina, e puntò sulla ricostruzione del settore giovanile e sulla sua stretta continuità con la prima squadra.
Sotto la sua presidenza il Piacenza raggiunge ottimi risultati sportivi: nel 1984 viene immediatamente di nuovo promosso in Serie C1 e nel 1987 ritorna in Serie B ad 11 anni di distanza dall'ultima partecipazione. Nel 1993 la squadra approda per la prima volta in Serie A, sotto la guida del tecnico Luigi Cagni, che sedette sulla panchina piacentina dal 1990 al 1996.
Personaggio noto per il suo carattere schivo e riservato, al punto tale da non voler essere chiamato presidente ma ingegnere, da concedere raramente interviste e da disertare sistematicamente lo stadio, ha segnato con la sua personalità gli anni della sua presidenza, diventando molto amato dai suoi collaboratori e dalla tifoseria piacentina. Negli anni trascorsi alla presidenza non volle mai ingaggiare giocatori stranieri, politica portata avanti di comune accordo con il direttore sportivo Gianpietro Marchetti e motivata dal desiderio di non appesantire i bilanci con investimenti dall'esito incerto. A differenza di molti altri presidenti, non interferì mai nella gestione tecnica della squadra; in tredici anni di presidenza esonerò un allenatore a campionato in corso solo una volta, durante la Serie B 1988-1989 (campionato conclusosi con la retrocessione), sostituendo Enrico Catuzzi con Attilio Perotti.

### La morte
Il 30 dicembre 1996, all'età di 73 anni, mentre si trovava negli uffici della Camuzzi a Milano, fu colpito da infarto: morì prima di arrivare all'ospedale di San Donato Milanese. Ai funerali, presieduti dal Vescovo di Piacenza-Bobbio Luciano Monari, partecipò una grande folla di piacentini, a testimoniare l'affetto per la figura dell'Ingegnere. Alla sua memoria è stato intitolato lo stadio di Piacenza, fino ad allora chiamato Stadio Comunale oppure Stadio della Galleana (dal nome del quartiere nel quale si trova).
Alla guida del Piacenza e del gruppo Camuzzi gli sono subentrati i figli Stefano e Fabrizio, suoi stretti collaboratori fin dagli anni ottanta.